# Fika (ラジオ番組)
『fika』（フィーカ）は、エフエム北海道（AIR-G'）で放送されていたラジオ番組。

## パーソナリティ
- SATO（サト 1991年12月19日 - ）

## 概要
スウェーデンのコーヒーブレイクの文化「フィーカ」をイメージして、北欧音楽とともに一息つくコンセプトの番組。
2020年秋からは、フェアフィールド・バイ・マリオット札幌内のカフェ「FIKA CAFÉ Lagom」とのタイアップ企画「Nordic Life from FIKA CAFÉ Lagom」も展開した。